# Hydrochara caraboides
Espèce
Hydrochara caraboides, le petit hydrophile, est une espèce d'insectes coléoptères de la famille des Hydrophilidae, de la sous-famille des Hydrophilinae.

## Description
Corps noir long d'environ 16 mm. Comme chez d'autres espèces du genre, les palpes maxillaires fins sont très longs (à comparer avec les antennes). Les pattes sont sombres et nettement moins efficaces que celles des dytiques dans la natation car moins spécialisées.

## Distribution
Eurasiatique : répandu en Europe, de l'Espagne à la Scandinavie, à la Roumanie et pays bordant la Méditerranée ; Moyen-Orient. Et même la Belgique et la France.

## Habitat
Il fréquente les eaux calmes riches en végétation aquatique comme celles de l'étang de Vendres. Apte au vol, il peut choisir des sites plus conformes à ses besoins.

## Biologie
Les adultes sont végétariens, contrairement aux larves qui sont carnivores. Pour renouveler leur provision d'air, les imagos se présentent la tête en avant à la surface (à l'opposé des dytiques).